# Kubilay Kanatsızkuş
Kubilay Kanatsızkuş est un footballeur turc né le 28 mars 1997 à Osmangazi. Il évolue au poste d'attaquant.

## Biographie

### En sélection
Avec les moins de 19 ans, il inscrit en mars 2016 un but contre l'Italie, lors des éliminatoires du championnat d'Europe des moins de 19 ans 2016.
Avec les espoirs, il inscrit en novembre 2017 un but contre Malte, lors des éliminatoires du championnat d'Europe espoirs 2019.
En 2018, il participe au Festival International Espoirs - Tournoi Maurice Revello 2018.